# ビーストウォーズネオ 超生命体トランスフォーマー
『ビーストウォーズネオ 超生命体トランスフォーマー』（ビーストウォーズネオ ちょうせいめいたいトランスフォーマー）は、トランスフォーマーシリーズのアニメ作品。日本のアニメ制作プロダクションである葦プロダクション制作作品。1999年（平成11年）2月3日から同年9月29日までテレビ東京系列で放送。全35話。前作『ビーストウォーズII 超生命体トランスフォーマー』の続編で、日本における『ビーストウォーズ』シリーズかつG1シリーズの完結編である。

## 作品概要
前作『ビーストウォーズII』の最終回で宇宙に散らばったアンゴルモアカプセルの争奪戦がメインとなり、サイバトロン・デストロン両軍は宇宙の各惑星を舞台に戦う。
制作は前作から引き続き葦プロダクション。前期のオープニング映像の大半が1話の物からの流用、変形バンクシーンなどはほぼ未完成の状態であった。またBGMは独自の物もあるが、前作のBGMが流用されている。
前作『II』より比較的ギャグテイストが抑え目になっており、武上純希は誰が方向性を決めたのは定かではないが、ギャグに頼らずともロボットものができるという気運が高まったからではないかということと、『II』の終盤がシリアス路線だったため、その延長ではないかと語っている。
時系列的にG1シリーズの最も未来の時代を描いた作品であり、ベクターシグマやシリーズ終盤のユニクロン再登場などG1シリーズの要素も多い。『II』と同じく、後に公開された時系列で初代『戦え!超ロボット生命体トランスフォーマー』の時代から数万年後と設定された。
最終回エンディングでは前作のキャラクターたちも登場。サイバトロン、デストロンの両軍は協力してセイバートロン星の復興を行った。ラストシーンでは、ライオコンボイも含めてのメッセージで締められる。

## ストーリー
前作『II』の最終回でデストロンの破壊大帝・ガルバトロンがサイバトロンのリーダー・ライオコンボイによって倒されたが、アンゴルモアエネルギーが入った「アンゴルモアカプセル」は人工惑星ネメシスが爆発した直後に宇宙全体に散らばっていった。
それから数年後。ベクターシグマの指令でそれらを回収する使命を受けたサイバトロンの新兵5人とその教官に選ばれた孤高のワンマンズアーミー・ビッグコンボイは宇宙船ガンホーで宇宙の旅に向かった。一方、デストロンの新しい破壊大帝・マグマトロンもアンゴルモアカプセルの情報を知り、サイバトロンとは逆に熟練兵で構成された部隊を率いて、アンゴルモアカプセルの回収に乗り出した。
さらにサイバトロンとデストロンのアンゴルモアカプセルの争奪戦に、謎の第三勢力・ブレントロンが現れ、戦いは激しさを増していく。

## キャラクター
今作では、全トランスフォーマーが初登場の時点で既にビースト能力をスキャンしている。変形時の掛け声は全勢力共通で「変身」「ビーストモード」。

### サイバトロン戦士

#### ビッグコンボイ部隊
総司令官 ビッグコンボイ
声 - 井上純一
数々の戦いを1人で勝ち抜いてきた孤高のワンマンズアーミー。マンモスに変身する。一人称は「私」もしくは「俺」。要塞惑星を破壊した後、ベクターシグマからの指令により、訓練生たちの教官に任命され、彼らと共にアンゴルモアカプセルを探す旅に出る。
無愛想で厳格な性格だが良き兄貴分。当初、教官活動には乗り気ではなく、ベクターシグマに促されて、生徒たちを気にかけるようになることも多かったが、司令官としての自覚と友情の大事さを学んでいく。話の最後にベクターシグマの導きで訓練生に教えを説き、「また○○（私らしくない、つまらないなど）なことを言ってしまった」と呟くのが本作品のフォーマットとなっている。自室は設定画のみだが描かれており、殺風景なものとなっている（ビッグコンボイ曰く「ごちゃごちゃしているのは趣味じゃない」）。左腕は義腕。年齢は生徒たちより少し上とのこと。
武器はマンモスの鼻から背中の部分が変形した光線砲ビッグキャノン。両腕から展開するマンモストンファー。両足から射出する錨型のマンモスハーケン。両肩を展開して放つミサイルポッド（オープニング映像での使用）ビーストモード時は鼻先から超振動波・マンモスダイナマイトを放射。ユニクロン戦では自分自身の身体さえ崩壊しかねないフルパワー仕様も用いた。砲撃形態のマンモスタンクモードにもなれるが劇中未使用。ユニクロンとの最終決戦では自身のエネルゴンマトリクスをビッグキャノンに組み込んで、マトリクスバスターへと進化させ、生徒たちに分け与えたマトリクスから与えられたエネルギーも合わせて放ち、ユニクロンを倒した。
ユニクロンとの戦いで訓練生たちの教習も終えた後はベクターシグマからライオコンボイ同様に新たなグレートコンボイに任命されるも辞退し、元のワンマンズアーミーに戻る。
マンモスをスキャンした理由として、ベクターシグマが司令官にふさわしい動物として、「マンモス」のDNAを氷河の中から取り出してスキャンした経緯が語られている。
漫画版ではアニメでは触れられなかった誕生の経緯が漫画版独自の設定ではあるが明かされている。かつての彼は極寒の惑星に住むビッグという普通のマンモスであり、仲間の動物たちのリーダー格として暮らしていた。乱暴者の恐竜たちと同様にガルバトロンの意志が込められたアンゴルモアカプセルの力で進化。自身は言葉を話せるようになっただけでデストロンにはならなかったが、その身にアンゴルモアエネルギーを宿すようになった。そして、時空を超えて飛ばされてきたライオコンボイを助けたビッグは彼をアンゴルモアカプセルの許に案内した際、恐竜一味に襲われて重傷を負ってしまったが、同様に虫の息となったライオコンボイからエネルゴンマトリクスとアンゴルモアエネルギーを与えられ、ビッグコンボイとして蘇生を果たす。ビッグであったころの記憶は失われていたが、ユニクロンの口から真実を告げられた際、全ての記憶が戻った。漫画版での一人称は終始一貫して「俺」。その出生から性格もアニメ版以上にぶっきらぼうで、悪態を突くことも多く、惑星ガイアでの訓練時には昼寝ばかりしていた。帰る故郷も家族もいない孤独の中でビッグキャノンだけを信じて戦ってきたが、生徒たちと接するうちに孤独ではなくなっていき、ビッグキャノンを失ってでもブレイクの命を救い、ハインラッドとの会話で自分がもう1人ではないことに気付かされた。ユニクロンとの決戦ではマグマトロンから託されたマグマブレードでユニクロンを倒すも憑依されてしまうが、生徒たちに今まで付いてきてくれたことへの感謝の言葉を遺した後、エネルゴンマトリクスを用いて自身ごとユニクロンを葬り去った。その後、総べる者たちの手により新たな宇宙の惑星で普通のマンモスとして再生された。ユニクロン戦での功績によりコンボイに昇進した生徒たちの敬礼を見届けた後、雪原の向こうへと去っていき、ビッグコンボイによる褒め言葉が生徒たちには聞こえた。アニメ本編では未使用だったマンモスタンクモードも使用。
備考
タカラの幸 日佐志は雑誌インタビューにおいて、ワンマンズアーミー時代の名残から腕がクリアのデザインになったと語っている。
副司令 ロングラック
声 - 植本潤
部隊の副司令。キリンに変身する。士官学校では首席だったため、冷徹に物事を選別することが多い。真面目だが融通が聞かず、そのエリート意識ゆえに窮地に陥ることが多かったが、後半ではエリート意識を改善させ、自ら副司令の任を解くようビッグコンボイへ要求するなど、サイバトロン戦士として立派に成長した。自室は整理整頓されているが、入隊前のマッハキックに勝手に荒らされたこともあった。
武器はマジックハンド型の右腕・ロングアームと左腕に仕込まれている手持ち武器のハンドダガー、背中から発射する二本一組のダブルミサイル。ロングアームを伸ばしたパンチ攻撃は、アームシュートと呼ばれる。作業形態のアームビークルモードにも変形できるが劇中未使用。
漫画版ではマニュアル主義者な面があり、気弱な面が目立つが、ユグドラシルやユニクロンのことを知っているなど博識の面を持つ。また、彼の先祖はみな司令官になった名門一族であると設定されており、ロングラックのイメージ内には父や祖父といった彼の一族も登場した。ガンホーに仕掛けられた爆弾を解除したことで（実際は一度は失敗するのだが、ハインラッドの時間操作により修整された）自信を付けたのか、以降は気弱な面はあまり見せなくなり、最終決戦ではブレイク･バスターモードを手にし、ケンタウロスのように駆け巡りながら、ブレントロンを倒していった。ユニクロン戦後はコンボイ評議会に入るための勉強の日々を送る。
陸上戦闘員 コラーダ
声 - 植木誠
クールな性格で単独行動を好む。コブラに変身する。ブレイクと衝突することが多かったが、打ち解けていき、仲間の大切さも知っていく。自室は壺型のベッドが置いてあり、その中で眠る。
武器は左腕のアームマシンガン。コブラの尻尾が変形した右腕の鞭・ハンドビュート。ビーストモード時は口から火炎を吐く。砲台型のバトルモードにも変形し、スタンピーが射手を務めた。尻尾は普段は2mだが、伸縮自在である。
漫画版ではデストロンと同じ爬虫類に変身することから、ブレイクに挑発されることもあった。故郷の星は自身のビーストモードに似たコブラ型の彗星「ヨルムンガンド」であり、その口の中に町や森が存在する。少年時代、故郷でブレントロンに同族を滅ぼされ、目の前で父親を殺された過去を持ち、身に付けている帽子は父の形見である。ヨルムンガンドには『ビーストウォーズII』のスクーバが「イカ天神（単行本ではスクーバ・ゲソ・モンゴー）」という名前で祀られており、神話によるとスクーバがコラーダの出身惑星のコブラたちをトランスフォーマーに進化させたが、その行いが災いしたのか、スクーバは石像とされ、コラーダの一族に祀られるようになったと語り継がれている。なお、石造の中からアンゴルモアカプセルが発見されている。ロボットモード状態でコブラの炎を放つこともあった。ユニクロン戦後は予備役兵となり、新たなヨルムンガンドを作り始めた。なお、単行本最終ページにおいて、コブラージと誤植された。
偵察員 スタンピー
声 - 石橋美佳
ブレイクと同じ少年戦士。ウサギに変身する。情報収集に優れ、部隊の探査活動を一手に担う。おとなしい性格で仲間たちのフォロー役でもあるが、普段は一言多く、仲間を怒らせることもあった。自室はメルヘンチックな内装となっている。当初は臆病な性格で意見に流されやすかったが、第4話で仲間たちが全員デストロンに捕まり、彼らを助けるために奮闘したことをきっかけに、勇敢に成長していった。
武器はウサギの耳が変形した両腕の刃・イヤーソード（当初はスタンピーブレードと呼称）。腕部に折りたたまれているラビットクロー。強力な聴覚マイティーイヤーは、ビーストモードとロボットモードの両方で使用可能。巨大ハサミのシザーモードに変形した際には、ロングラックが用いる。
漫画版ではオリジナル技として、宙返りをしながら、スタンピーブレードで敵を切り裂く、スタンピームーンサルト（月面宙返り）斬りを使用。コラーダやブレイクと同様に彼の故郷でも神の小僧（ゴッドオブキッド、単行本では「小僧の神様」）というタスマニアデビルの神が祭られていると語られている（名前は、シガーナ・オヤ・タスマニア）。肉親が母親しかいないようであり、マザコンの一面もあるが、母への仕送りは欠かさず、母の言葉を胸に勇気を振り絞り、アルカディスを撃退したこともあった。ハインラッドと時と空間を統べる者の会話を盗み聞きして以降、彼に疑いの眼差しを向けるようになったが、ハインラッドが強制送還されるまで、誰にも話さなかった。最終決戦ではコラーダ・バトルモードを駆使し、ブレントロンを倒していった。ユニクロン戦後は部下たちからも慕われる勇敢な戦士として活動している。
局地戦闘員 ブレイク
声 - 竹内順子
スタンピ―と同じ少年戦士。ペンギンに変身する。お調子者の熱血漢で「ギンギラギンに燃えてるぜ!」が口癖。コラーダとは出会ったときから衝突するが、ケンカ友達になる。スタンピーのことは最初は臆病さが気にいらず、軽く見ていたものの彼の勇敢さを知ってからは打ち解けていった。氷風呂が好き、自室は氷山をイメージした内装。
武器は右腕のブレイクアンカーで、アンカー型ミサイルやワイヤー、ビームを発射。大型砲・バスターモードにも変形し、ロングラックの武器となり、ロングラックは発射の衝撃を抑えるべく、ケンタウロスのように四肢を展開した状態となる。
漫画版ではビッグコンボイを「グータラマンモス」と呼ぶなど、反発してばかりだったが、彼の実力や軍人の心構えに感化されることもあった。ブレイクの故郷にはビッグホーンが神（名前は、大いなる牛）として祀られており、ビッグホーンの像の前ではブレイクを初めとするペンギン型トランスフォーマーたちが彼の口癖だった「じゃーい」を念仏として唱えるシーンがある。マンモスとして再生されたビッグコンボイとの別れ際ではサブリーダーのロングラックではなく、ブレイクが敬礼の号令を出した。ユニクロン戦後は新兵の教官となるも、ビッグコンボイ同様に昼寝ばかりしていて、ナビを困らせている。
時空調査員 ハインラッド
声 - 家富ヨウジ
時間を操る力の持ち主。タヌキに変身する。一人称は主に「オイラ」だが、「僕」や稀に「わたくし」になることがある。のんびり屋ながらも捉えどころのない人物。自室は純和風で狸汁や味噌汁などを作るのが趣味。航海日誌は本作品における総集編（第14話と第24話）を担う。
武器は徳利と宿帳を組み合わせた光線銃トックリガン。時間停止能力のタイムフリーズは、バイザーを閉じた後、胸部から発動。自身だけが動ける場合と対象だけを止める場合の2つのパターンがあり、後者の場合は本人に接触、もしくはその本人と接触した者と数珠繋ぎに接触しなければならない。時間停止可能時間は30秒ぐらいが限度。
実は古参兵でベクターシグマ直属の戦士（テックスペックでは訓練のやり直しを命じられた落ちこぼれを装っているとのこと）ベクターシグマの命により、ビッグコンボイの「お目付け役」として、密かにチームに同行していた。年齢は秘密。
腹部に時計がある理由は動物の持つ体内時計が本物の時計に変化して、腹部に展開。そのため時間を操れるとされている。
玩具には目覚まし時計としての機能が内蔵されており、アラームを止めるために変形させなければならないという仕様になっている。
『トランスフォーマー カーロボット』にて大西ユウキの部屋に置かれている目覚まし時計として再登場する。
漫画版では普段の間延びした口調やとぼけた性格は演技であり、本来は目つきはやや鋭く口調も真面目なもの（その状態が描かれたのはビーストモードのみ）こちらでの正体は、宇宙の創造者・時と空間を統べる者のエージェントであり、ハインラッドの同胞たちも統べる者のエージェントをしている様子（単行本後日談にて）。トックリは銃としては使わず、紐の部分を持ち、ハンマーとして使用。時間操作に関しては、停止した時間を戻す時間逆行（タイムリバース）や停止した時間を動かす時間再動（タイムリリース）も使用し、ロングラックが爆弾解除に失敗した際、3つの時間操作を用いて、爆弾を解除させた。統べる者の命を受け、ユニクロンの動向を探るために、ベクターシグマを操作して、ビッグコンボイ部隊に潜入。彼らとの旅を続けていくうちに、命の素晴らしさを知り、マグマトロンと共にユニクロンに捕食されそうになったビッグコンボイだけでも時間停止で助け出し、彼にユニクロン討伐を頼み、自身は統べる者に強制送還された。ユニクロン戦後、転生したビッグコンボイにブレイクたちを会わせ、彼らと共に敬礼を行う。その後も統べる者の下で多忙な日々を送っている。第1話の紹介文で、肩書きが誤って空爆兵となっている。
高速連絡員 マッハキック
声 - 小川輝晃
第15話から登場。第1話で描かれた要塞惑星での戦いで全滅してしまったサラブレッド部隊の唯一の生き残り。旅の途中でビッグコンボイ部隊に加入する。ウマに変身する。お調子者で無神経な面もあるが、根は真面目であり、正規の戦士なので実力面や戦術面では一つ上。仲間たちを失った過去から、人一倍仲間思いでもある。自室は西部劇風のデザイン。
最初はロングラックたちと軋轢が絶えなかったが、徐々に打ち解けていき、第31話からは、ロングラックに代わり、チームの2代目副官としても活動。
武器は馬の頭部が変形した右腕・エラスティックハンド。尻尾が変形した左腕の鞭・テールウィップは、外すことで斧・テールトマホークになる。技はエラスティックハンドを伸ばして攻撃するエラスティッククラッシャーやビーストモードから放つサラブレッドキック。防御からの攻撃を主体とした、プロテクトモード(トーチカ)にも変形するが劇中未使用。
漫画版では未登場。
ナビ
声 - 田上香織（現:たがみかおり）
ビッグコンボイ部隊をサポートする移動型コンピューター。前作のライオコンボイ部隊のナビちゃんと同型のボディを持つが、こちらは最初からボディ持ちであり、ナビちゃんが大人の女性的なのに対し、ビッグコンボイ部隊のナビは少女のような雰囲気で主に敬語で喋る。
漫画版では敬語は使わない。ユニクロン戦後は新たに教官となったブレイクと行動を共にする。

#### 惑星に派遣されているサイバトロン
遊撃隊員 ロックバスター
声 - 松山鷹志
第6話に登場。特定の部隊に所属しないワンマンズアーミー。カニに変身する。ビッグコンボイとは戦友でもあり、コンビを組んでいたこともある。
惑星フレームにてビッグコンボイと再会し、再びコンビを組もうと思っていたが、彼が新兵の教育係をしているのを聞き、「お前の柄じゃない」と言ったが、「それは自分が一番よく分かっている」と返された。その後、マグマトロンの一騎打ちでビッグコンボイがワンマンズアーミーに戻ることを期待しながら静観していたが、マグマトロンの罠に気づき、ビッグコンボイを救援。燃え尽きるフレームからビッグコンボイと共に脱出しようとするが、あくまで新兵の教官として彼らの救助を信じる姿を目の当たりにし、彼の無事を祈って去って行った。
左手の鋏に仕込まれた光線銃・クローバスターと右手のハサミ・クラッシュクローが武器。ビーストモードでは自ら高速回転して敵に体当たりをするロックアタックを放つ。甲羅は高い耐久力を持つ。
突撃員 ランディー
声 - 小和田貢平
第18話に登場。イノシシに変身する。組織に馴染めず、惑星チューブで自然保護官の単独任務に就き、野生動物の保護と監視をしている。猪突猛進型だが男気に溢れ、曲がったことが大嫌い。ストレス解消のために、岩に突撃するのが癖。惑星チューブに降り立ったセイバーバックらに現地の動物「プレーリードッグ」の赤子を人質に捕られ、スタンピーとコラーダの言葉に耳を貸さず、敵対する。無事に子供を救出した後は、ビッグコンボイの教えを聞き、自らの行いを悔い改める。
武器は鬣が変形した光線銃・チャージブラスター。いったん走り出すとエアブレーキが必要になる。
物理学者 バンプ
声 - 竹本英史
第19話に登場。アルマジロに変身する。砂漠の惑星タスモで鉱石の研究に没頭している。非戦的ではあるが、研究を邪魔するものは断じて許さない。気難しいが、シーガルのターボユニットを勝手に拝借するという図々しい面もある。ビーストモードでは眼鏡をかけている。
武器は右腕の光線銃・クローブラスターと左腕に装備しているモーニングスターのチェーンボンバー。
深海攻撃員 シャープエッジ
声 - 近田英紀
第21話に登場。戦いに生きがいを見いだし、惑星アクエリアスにてビッグコンボイ打倒のため武者修行をしていた。ノコギリザメに変身する。ボディは酸の海にも耐えられる強化装甲である。あまりにも1人でいる時間が長かったため、独り言を言う癖がついている。その独り言をアルカディスに聞かれてしまい、彼の口車に乗せられ、ビッグコンボイと戦わせられてしまうが、ビッグコンボイに説得され、己の行動を悔やみ、自分が発見したアンゴルモアカプセルを譲り渡す。
武器はノコギリザメの頭部分を使った長刀・ヘッドソードブレードと胸から発射するシャークミサイル。必殺技はビーストモードの尾・金剛尾（こんごうび）で横一線に切り裂く荒波崩し。
攻撃指揮官 サバイブ
声 - 永野善一
第23話に登場。ビッグコンボイを鍛えたこともある教官。クマに変身する。頑固な性格で肉弾戦による戦いに拘る。そのスパルタぶりは仲間内から「鬼熊」の異名で恐れられているほど。サイバトロン本部よりビッグコンボイ部隊の成果を調べるために、惑星ステローに部隊を召集し、訓練をつける。「戦闘の基本は肉弾戦」であるとし、新兵たちに肉弾戦ばかりで戦わせようとした。デストロンとの戦闘で自分の指示に従わないビッグコンボイ部隊に憤慨するも、ビッグコンボイ部隊がチームワークで勝利した光景を見て、ビッグコンボイが己のやり方で部隊を育て上げてきたことを認めた。最終回のエピローグでは、セイバートロン星でデストロンのキラーパンチと戦っていた。
武器は右肩に仕込まれた攻撃用鉤爪ハニークロー。左肩にはコウモリ型偵察メカトゥルーワンを携行しており、胸部からは煙幕弾を放つ。また、玩具に付属していたギミックであるビーストマスクをアニメ作品で唯一披露したキャラクターでもある。

#### その他のサイバトロン
ベクターシグマ
声 - 平野智恵
サイバトロンの母星「セイバートロン星」のマザーコンピューターにして指導者。人格は女性。ビッグコンボイにアンゴルモアエネルギーの探索と新兵たちの教育を命じ、ビッグコンボイのエネルゴンマトリクスを通じて彼らに助言などを与えて導いた。第二次グレート・ウォーにおいて、ユニクロンと対峙した際は「戦いをやめるのならば、新たなトランスフォーマーに転生させ、それにより、共存の道を歩もう」と説得するが、交渉は決裂。ユニクロンに意思を乗っ取られてしまうが、マグマトロンに助けられた。
ストラーダ
声 - 鶴岡聡
第16話に登場。元サラブレッド部隊の隊長。部下たちからは「ストラーダ隊長」と呼ばれ、慕われていた。胸部（馬の口腔部）には、隠し武器としてキャノン砲が内蔵していた。要塞惑星の戦いで、部隊と共に壊滅している。アルカディスがグリーン連星アラキデの自己学習型無人兵器を悪用し、マッハキックを陥れるためのホログラフとして出現させた。
グレートコンボイ
声 - 矢尾一樹、金子はりぃ、水谷誠伺、冨田昌則（第33話）
サイバトロンの高官たち。
第1話に登場した3人のグレートコンボイはビッグコンボイを呼び出し、ベクターシグマがビッグコンボイを新兵の教官に選んだことを告げた。第21話ではアンゴルモアカプセル回収が遅れていることからビッグコンボイ部隊を警告したグレートコンボイが登場。第33話のユニクロン戦では艦長のグレートコンボイが登場するが、ユニクロンに艦隊を破壊されていき「これは悪夢だ」と叫んだ後、自身も敗れ去った。
漫画版でのグレートコンボイはただ一人であり、クロウコンボイからは「グレートコンボイ閣下」と呼ばれていた。ベクターシグマの命により、ビッグコンボイに最前線の任を解き、新兵たちの教育係を命じる。
パイロット
声 - 三浦淳一
サイバトロン艦隊の砲手を務めていたTF。後姿のみの登場。
総司令官 ライオコンボイ
声 - 郷田ほづみ
前作の総司令官。第29話から登場。ガルバトロンとの最終決戦の影響で生じた時空の抜け穴から過去世界（デストロンたちの当時の拠点「惑星ダイナソア」）に飛ばされ、そこでビッグコンボイたちの訪れを待っていた。
ブレントロンの目的と黒幕（ユニクロン）の存在を教え、彼らを通常空間に戻すため自らはダイナソアに残ったが、ユニクロンとの最終決戦において、緑のライオコンボイの姿で現れ、ビッグコンボイたちに「サイバトロンの正義の心（マトリクス）を合わせれば、ユニクロンを倒せる」と助言し、マトリクスバスター発射までの時間稼ぎを行った。ユニクロン打倒後は、ベクターシグマの命令により、新たなグレートコンボイに任命される。
なお、アパッチやライオジュニアを始めとするライオコンボイ部隊たちは全員無事で、最終回のエピローグではセイバートロン星の復興に携わった。
ビッグコンボイは彼のことを“偉大なる先輩”と称しており、彼に対しては敬語を用いて会話をしている。
漫画版ではビッグコンボイの項にあるとおり、彼が自らのエネルゴンマトリクスの力でビッグコンボイを誕生させるが、この際にライオコンボイ自身は消滅したかのような描写がなされた。ユニクロンを道連れに自爆したビッグコンボイの前に現れ、彼を導く。なお、ライオコンボイの部下たちも過去の世界に飛ばされた際、現地で出会った動物たちを自身の後継者とし、トランスフォーマーに進化させた神として祀られているが、本人たちが現在はどうなっているのかは不明。
クロウコンボイ
漫画版に登場。サイバトロン第7艦隊司令官であり、艦隊旗艦ナナツノコを持つが、ビッグコンボイの勝手な行動のせいで半壊し、自身の変形回路も異常をきたしてしまった。その際、ビッグコンボイの処分がどのようになるか楽しみにして嗤う嫌味な一面を見せた。
いわゆるコンボイ顔に鳥の嘴をつけたような顔をしており、オネエ口調で話す。
ブルービッグコンボイ
『トランスフォーマーレジェンズ』に登場。ビッグジュニア（ビッグコンボイ）の父親。コンボイグループで全てを決めようとする上層部を「そういった体制が反乱に繋がる」と危惧しており、サイバトロンとデストロンが協力して、宇宙のために生きていくことが大事だと考えている。ブレントロン（アニメ版に登場した者とは別の個体）との戦いでビッグジュニアは左腕を失い、自身は仲間たちを守ったことと引き換えに殉職。看取ってくれたビッグジュニアにビッグコンボイの名と自身の左腕を託した。

### デストロン兵士

#### マグマトロン部隊
破壊大帝 マグマトロン
声 - 流山児祥
デストロンのリーダー。ビーストモードは、ギガノトサウルス型のランドサウルス、ケツァルコアトルス型のスカイサウルス、エラスモサウルス型のシーサウルスの3体で構成されており、もう1つの合体形態マグマサウルスにもなる。ロボットモード時は、ランドサウルスが右肩と脚部、スカイサウルスが頭部と翼、シーサウルスが胴体と腕部を構成。マグマサウルスは、ランドサウルスが前部分、スカイサウルスが翼、シーサウルスが後部分を構成。3体合体になった理由に関しては陸・海・空のそれぞれで、最強になろうとしたとも解説されている。
獰猛さと戦略眼などの知性の同居したような性格。D-NAVIの名前をも渋々ながら承諾し、ほとんどの活動も部下に委ねており、惑星転送の際「行ってくれるか」と懇願するように話すなど部下思いの言動も多い。ガルバトロンとの親交もあり、アンゴルモアエネルギーに関したメッセージを受け取ったことがある。一人称は「ワシ」と「俺」。
デストロンのメンバーが恐竜で構成されているのは「サイバトロンが変身した「動物」より、「恐竜」のほうが強いと、マグマトロンが考えたから」とされている。
武器はスカイサウルスの翼から射出する2本のウイングミサイル、ランドサウルスの背部が変形した剣マグマブレード、シーサウルスの胴体が変形した盾マグマシールド。マグマブレードの刀身はマグマロケットとして発射可能で、残った柄からはギガミサイルや光線を発射できる。マグマシールドを用いた技はヒレをアームのようにして敵を挟み込むシールドクラッシャー。武器以外の技では、左肩にあるシーサウルスの頭部で噛み付くマグマアタックがある。ビーストモードにおいては、ランドサウルスの口からミサイルを放つ。玩具では、マグマブレードの剣先を外すことで銃火器にできる。
アンゴルモアエネルギーを集めようとした本当の目的は、もしユニクロンが何らかのきっかけで目覚めた時に、それ以上の力を持って対抗するためであった（ガルバトロンは本来の目的を忘れ、自らエネルギーを吸収してユニクロンに代わって宇宙を支配しようとしていたが、エネルギーを取り込むことに失敗して宇宙中に分散させてしまったためにユニクロンが目覚めてしまったのではないかと考えている）。そのため、彼はブレントロンの背後にいるユニクロンの存在にいち早く気づき、時には配下を犠牲にしてでも復活を阻止しようとした（しかし、この行為がガイルダート以外の部下の不信感を招いてしまっている）。
ユニクロンの復活を目論むブレントロンのアジトへ向かい、そこでガルバトロンの体を持ったユニクロンと遭遇、交戦するも力及ばず敗れ、時空の歪みへ追放された。元の次元に帰還した際には、ベクターシグマからユニクロンを引き剥がすことに成功。今度は自身のエネルギーを奪われて再び時空の歪みへ飛ばされてしまうが、ユニクロンが倒された後に復活する。全員揃ったマグマトロン部隊は卒業式を迎えたビッグコンボイ部隊と交戦するが、戦い終えた後はサイバトロンや他のデストロンと協力してセイバートロン星の復興に携わる。なお、ユニクロンにエネルギーを吸収・追放された際、唯一残されたマグマブレードはライオコンボイが使用している。
漫画版ではビッグコンボイ同様に誕生の経緯が描かれ、マグマトロン部隊はビッグコンボイが生まれた惑星に住んでいた乱暴者の恐竜たちだったがアンゴルモアカプセルの力でデストロンに進化したことで殺戮まで行うようになった。カプセル調査に赴いたライオコンボイを抹殺しようとした際、当時のビッグコンボイことビッグによって全員崖下に落とされるが爆発したカプセルのエネルギーを浴びたことで完全なトランスフォーマーとなり、マグマトロンに至っては3体の恐竜が合体し、その身にアンゴルモアエネルギーも宿すようになった。
誕生直後で戦闘経験の差があるにもかかわらず、アンゴルモアエネルギーのパワーでライオコンボイを倒し、部下たちと共に宇宙に進出。ガルバトロン亡き後はデストロン最大の勢力となった。一人称は「俺」で統一されている。
ビッグコンボイとは異なり、恐竜時代の記憶も持ち続けていることからビッグコンボイとの戦いでは記憶のない彼を挑発しつつ、ビッグコンボイが何のために戦うのかを訊ねた。その時の戦いで負傷し、治療に専念するが、その間に部下は全滅。ユニクロンからブレントロンを与えられる。傷は残ったままだが治療を終え、ブレントロンを率いて、ビッグコンボイ部隊を追いつめるが、ユニクロンに利用されていただけにすぎなかったことを知ると真実を知ったことで絶望したビッグコンボイを一喝し、彼と力を合わせて、ブレントロンを倒していくがユニクロンに捕食されてしまう。頭だけ吐き出され、ビッグコンボイに銜えていたマグマブレードで止めを刺すよう嘆願し、ビッグコンボイに介錯された。その後、マグマブレードはビッグコンボイがユニクロンにトドメを刺す際に使用した。
IDWから出版されたコミック『BEAST WARS: THE GATHERING』では物語の中心人物となっており、デストロン軍団の将軍であるとされている。失われたデストロンの栄光を取り戻すべく、トライプレダカス・エージェント（ジャガー）の情報から地球に降り立ち、各地のステイシスポッドに眠るデストロン兵士たちを目覚めさせる。しかし、ライオコンボイによって送り込まれていたサイバトロンのスパイ・レーザービーストが逃亡し、同様に復活したサイバトロン戦士を招集。新たなビーストウォーズが開戦することになる。このコミックでは、表紙や回想シーンにてマグマトロンのセイバートロンモードが描かれている。
備考
タカラの國弘高史によれば、直前のガルバトロンがドラゴン型であったためにその差別化として陸海空で最大の生物（ギガノトサウルス、ケツァルコアトルス、エラスモサウルス）の合体恐竜としてデザインしたと語る。
恐竜参謀 ガイルダート
声 - 金子はりぃ
デストロンの副官。トリケラトプスに変身する。マグマトロンへの忠誠心も強い一方、自分の地位に拘る部分があり、仲間の手柄を横取りしようとしたり、かつてはハイドラーに不意打ちをしたり、騙したりしていたらしい。
マグマトロンがユニクロンに敗北した後、「寄らば大樹の陰」の考えから、ユニクロンに隷属せんとするアルカディスたちに対し､デストロンの誇りを貫く。それにより、ダイナソアから追放されるが、密かに戻り、ワープ空間に措いて、サイバトロンを助けた。
武器は腕のトリケラトプスの角から発射する光線サンダーホーン。尻尾が変形した銃テールシューター。両脇に備えるレーザーロープ。死体に擬態するデッドフェイクモードも備えているが劇中未使用。ただし、第32話で「死んだふりは俺の十八番だ」と語っていた。
後半にて、D-NAVIとペアでいることが多く、良い雰囲気になっていた。
漫画版ではトリケラトプスがアンゴルモアカプセルによって進化して誕生。「智謀の策士」とも呼ばれている。デッドフェイクモードも使用。デッドエンドと一騎討ちを繰り広げているビッグコンボイをデッドエンドもろとも、セイバーバックに攻撃させるが、それにより、ビッグコンボイの怒りを買い、ビッグキャノンで粉砕された。しかし、ヨルムンガンドに穴を開けたことにもなり、ビッグコンボイはビッグキャノンを失ってしまう。
幻惑兵 セイバーバック
声 - 矢尾一樹
幻影を使用した戦いを得意とする兵士。ステゴサウルスに変身する。戦い方や作戦に独特の美意識を持っており、「美しい」「美しくない」と発言することが多い。
武器は尻尾が変形した三本爪のトリプルクローであり、中央からはレーザーバーンを放つ。クロートラップモードと呼ばれるカモフラージュ形態へも変身できる。
テックスペックでは「スリングをバカにしている」とのことだが、共に行動することも多く、彼がランディーに吹っ飛ばされた際には心配そうに声をかけている。ガイルダートとはソリが合わない。
漫画版ではステゴサウルスがアンゴルモアカプセルによって進化して誕生。「幻惑の魔術師」とも呼ばれている。アニメ版とは異なり、寡黙だが、決め台詞である「美しい」を口にしたこともある。サイバトロンとサンドロンの戦闘中、タロット占いでビッグコンボイに凶兆があることをマグマトロンに伝えたり、ヨルムンガンドでの戦闘では植物の種から自らの分身を複数作り出したこともあった（ブレイクに全滅させられる）。ヨルムンガンドでの戦いの末に宇宙の果てに飛ばされるが、ビッグキャノンを道連れにしている。
突撃兵 スリング
声 - モンスター前塚
ディメトロドンに変身する。単純な性格で、細かい作戦は苦手。自身もそのことに劣等感を抱き、反発することもあるが、ガイルダートに利用されて出撃することもある。D-NAVIの転送の際、名前を中々覚えないために取り残されることも多い。
武器はビーストモード時の尻尾が変形した鞭テールバンカー。ビーストモード時の背鰭を展開させた盾スリングシールド。テールバンカーからは光線を発射できる。トラップモードと呼ばれるカモフラージュ形態へも変形可能。
漫画版ではディメトロドンがアンゴルモアカプセルによって進化して誕生。ハインラッドのように語尾に「だなー」を付ける。ヨルムンガンドの戦いで宇宙の果てに飛ばされてしまう。漫画版のマグマトロン部隊では唯一コミカルな面が描かれた。
破壊工作兵 デッドエンド
声 - 水谷誠伺
寡黙な兵士。アンモナイトに変身する。地位や名誉には興味がなく、戦うこと自体を生きがいとする生粋の兵士。寡黙な性格だが、ガイルダートらに不平を言うことも多い。
武器は、両腕のアンモナイトの殻を射出するスパイラルボム。ビーストモードの触手部分が変形した光線銃デッドガン。
漫画版ではアンモナイトがアンゴルモアカプセルによって進化して誕生。デッドガンは用いず、「デッドエンド流体術」による格闘をメインとしている。ビッグコンボイ以外のサイバトロンをザコ呼ばわりしていたが、敗れながらも奮闘したコラーダを褒め称えたり、ブレイクやスタンピーの成長も認めると、武人らしい面を見せている。ヨルムンガンドにて、ビッグコンボイと互角の格闘戦を展開するが、ガイルダートの命を受けたセイバーバックの攻撃を受けて重傷を負い、ヨルムンガンドの崩壊により、宇宙の果てに飛ばされるが、ビッグコンボイと戦えたことで悔いはなく、敵であるサイバトロンに激励を送った。
制空戦闘兵 アルカディス
声 - 田村連
第15話から登場。始祖鳥に変身する。マグマトロンに召集され、部隊に加わる。知略に長け、マグマトロンに直言することもある。「ずる賢くて悪かったな」が口癖なほど、狡賢い性格。D-NAVIの転送システムを弄って、仲間を混乱させたり、ブレントロンやユニクロンに付こうとしたこともあった。最初はオネエ口調だった。
武器は右腕の光線銃ファウンダーショット。羽から飛ばす手裏剣型爆弾ウイングボム。ビーストモードの状態で翼の銃ウイングガントレットを展開したアタックモードへの変形も可能。
漫画版では第4話でゲストキャラとして登場し、語尾に「ザマス」を付けていた。オリジナル武器として、短剣の龍星古鳥剣を使用。惑星グリンガルドの戦いでサイバトロンを追い詰めるもスタンピーのスタンピームーンサルト（月面宙返り）斬りを受けて敗北し、落下した。
D-NAVI［ディーナビ］
声 - 宮前真樹
マグマトロン部隊をサポートする古代トンボ型の女性コンピューターで、デストロンのナビゲーションロボット。名前は“デビルナビ”の略。分析とテレポートを担当。気まぐれで高飛車な性格のため、マグマトロンを除くデストロンのメンバー全員が手を焼いている。本名を呼ばれることを嫌っており、毎回アナスタシアやカトリーヌなどのニックネームを自称しており、そのニックネームの名で呼ばれないと言うことを聞かないので、メンバーたちからは呆れられている。ガイルダートと一緒にいることが多く、最終決戦時は良い雰囲気になっていた。マグマトロンに対する忠誠心は高く、後半には部下からの求心力が低下していることを悟って単独行動をとった彼を気遣う場面も見られた。
漫画版にも登場するが、アニメ版のようなコミカルな面は描かれず、マグマトロン部隊壊滅後の動向は不明になっている。

#### その他のデストロン
空爆兵 ハイドラー
声 - 内藤玲
第12話と第27話に登場。プテラノドンに変身する。自身の作った惑星ポーキュパイン（後に改）で暮らしていた。「火星が横取りするぞこっちにかせい」など寒いダジャレを連発する。ガイルダートとは同期で、過去に騙されたことがあるらしく仲が悪い。
武器はレーザーガンのウイングショットで、劇中ではビーストモードの状態で使用した（児童誌のイラストではロボットモードで所持しているイラストが描かれている）。飛行能力とスピードに優れている。
第27話にて再登場するが、ポーキュパインはブレントロンによって跡形もなく破壊されてしまい、マグマトロン部隊と一緒にダイナソアへ転送された。その後の消息は不明。
漫画版ではアニメ版初期のアルカディスと同様にオカマ口調で喋り、ハードヘッドと共にガンホーに侵入し、アンゴルモアカプセルを奪おうとするが、ハードヘッドに誤って斬られてしまい、あえない最期を遂げる。
オペ
声 - 西森瑞絵
第12話と第27話に登場。ハイドラーと共に惑星ポーキュパインに配置されているロボットで、防御システムの制御を担当している。
ハイドラーが言う駄洒落の回数を記録し、呆れている。
陸戦隊長 ハードヘッド
声 - 岩崎征実
第20話に登場。パキケファロサウルスに変身する。惑星インテルでデストロン領土拡大活動を行っていた（あちこちにデストロンのシールを張るというもの）。その名の通り石頭の持ち主。物忘れが激しいが、頭に葉っぱが乗るなど刺激を与えると物事を思い出す。サイバトロンの直撃弾を受けても生き残った過去を持ち、マッハキックを一撃でひるませた。マグマトロンにスカウトされかけたが、カプセル回収に失敗したため部隊への採用は見送られることになった。
武器はパイルセイバーと呼ばれる剣と尻尾が変形した盾レボリューションシールド。パイルセイバーは、レボリューションシールドと合体させることも可能。ビーストモードの技は頭突きハードヘッドバット。
漫画版では侍のような性格で、ござる口調で喋る。ハイドラーと共にガンホーに侵入してアンゴルモアカプセルを奪おうとするが、誤ってハイドラーを斬ってしまい、そのお詫びとして切腹することで自決した。
独立侵攻兵 クレイジーボルト
声 - 真島啓
第22話に登場。エリマキトカゲに変身する。嘘ばかりつく性格のため、他のデストロンからはまったく信用されていない。過去にマグマトロン部隊に所属していた。逃げ足がかなり速く、バズーカとコンビを組んでガンホー奪取を企む。「エリマオイナリン」と名乗ってナビを騙す。
ビッグコンボイたちに敗れてガンホー奪取は失敗に終わり、最後はマグマトロンからの罰で成敗された。しかしその後は無事だった模様で、最終回のエピローグではセイバートロン星で宴会を楽しんでいた。
武器はビーストモードの尻尾が変形した光線銃テイルライフル。
漫画版では未登場。
要塞守備兵 バズーカ
声 - 駒田はじめ
第22話に登場。デストロンには珍しく、真面目で一本気。アンキロサウルスに変身する。コンビを組むクレイジーボルトの逃げ腰な態度には不満を持つことも。侍口調で「でごじゃる」が口癖。「ダルマジロー」と名乗ってナビを騙す。ビッグコンボイとの戦いでは連続攻撃を繰り出し、ビッグコンボイから「中々強いな」と評されながらも、今一歩及ばず敗北。
最後はクレイジーボルト共々マグマトロンからの罰で成敗された。
武器は斧のアックスバスター、ビーストモードの頭部でもある左腕のクラッシュバイト、ビーストモードの尻尾でもあるトンカチのような瘤のギガトンスタンプ。
漫画版では未登場。
情報将校 キラーパンチ
声 - 宮田靖裕
第23話に登場。ビッグコンボイとサバイブの不仲情報を土産に戦艦ダイナソアに来訪した情報将校。スティラコサウルスに変身する。しかし、その肩書きに反してでたらめな情報が多いらしく、敗戦後はガイルダートから「情報将校とは名ばかり」と言われ、アルカディスからも全く信用されていなかった。対峙したサバイブに対しても「ビッグコンボイがサバイブの悪口を広めている」と発言するなど、姑息な発言が多い。弱点は右肩の装甲。
最後は怒りを買ったマグマトロンに用済みとして宇宙に追放されていた。
武器はビーストモードの頭部でもある右腕を飛ばすヘッドパンチ、尾が変形した剣キラーソード。
漫画版では未登場。

### 第三勢力
悪魔惑星 ユニクロン（惑星） / 破壊大帝 ガルバトロン
声 - 小村哲生
第29話から登場。かつて全宇宙を巻き込んだ戦争グレートウォーで大暴れした（デストロンの棲む星「ダイナソア」を壊滅させた）巨大惑星型のトランスフォーマー。既にグレートウォーで破壊されたと思われていたが、実際は死んでおらず、エネルギーを封じ込められて眠っているだけであり、長い間再起の機会をうかがっていた。
アンゴルモアエネルギーとはユニクロンから抜き取ったエネルギーを惑星ガイアに封じ込めたものであった。部下のブレントロンを使って自身のエネルギーたるアンゴルモアエネルギーを集めさせ、前作『II』の最終回で人工惑星ネメシスの爆発で消滅した前作の破壊大帝であるガルバトロンのボディを利用して復活を果たす。
エネルギー体であるため、エネルギータイプの攻撃を吸収し、自身の力に変えることが可能。だが、エネルギーが尽きると消滅する運命にあるため、ベクターシグマと融合し、セイバートロン星を新たな肉体にしようと企む。
ガルバトロンのボディなので武器はほぼ同一。アンゴルモアファイヤーとガルバアックスはロボット・ビースト両形態で使用し、前者は口から放ち、火炎放射や火炎弾といったタイプの使い分けが可能。他にも、光の竜に変身して周囲の敵を次々叩き潰す「光の竜モード」（名称はケイブンシャの大百科）も披露した。ドリルタンクモードは未登場。
マグマトロンを完全に圧倒し、宇宙最強と言われるサイバトロン艦隊との戦闘では、艦隊の砲撃を吸収し、光の竜で艦隊を一気に全滅させ、そのままセイバートロン星へと突入。サイバトロン艦隊との戦いで自身のエネルギーのほとんどを使い果たしていたことから、ビッグコンボイのマンモスダイナマイト・フルパワーで消滅しかけるが、ブレントロンを吸収して回復。そのままベクターシグマと融合し、ベクターシグマ・ユニクロンとして、セイバートロン星の支配に成功する。復活したマグマトロンの猛攻でベクターシグマから分離させられながらもマグマトロンのエネルギーを吸収して復活。元のユニクロン同様の黄金角が生えた状態となった。そのままビッグコンボイ部隊との最終決戦を繰り広げ、彼らの猛攻とライオコンボイの加勢により消耗していく。マトリクスバスターのエネルギーを吸収して巨大化していくが吸収しきれなくなったためにガルバトロン同様にガルバクリスタルが砕けて消滅した。
セイバートロン星を新たな体にしようとしたり、最後は（エネルゴン）マトリクスの力で倒されるなど、オリジナルを意識したような演出が見られた。
漫画版ではG1世界と同じ姿で登場。アンゴルモアカプセルを巡る戦いの黒幕であり、生み出されたアンゴルモアカプセルの1つを太古の惑星に飛ばし、その星の動物をカプセルの力でトランスフォーマーに変えて、カプセルを探させることにした。最初は黒球（ブラックボール）に潜んでおり、黒球はマグマトロン部隊が所持していたが、ビッグコンボイ部隊に奪取された後、ビッグコンボイ部隊にアンゴルモアカプセルの存在を伝え、カプセル回収を行わせた。7つのカプセルのうち、6つが回収された後、ビッグコンボイ部隊とマグマトロンの前でその正体を現し、頭部の状態で出現する。ビッグコンボイとマグマトロン、アンゴルモアエネルギーを受け継いだ両者を捕食することで完全復活を目指した。最初にマグマトロンを捕食し、それにより右目に光が灯された後、セイバートロン星と一体化し、かつての姿に戻る。惑星サイズの身体を駆使してサイバトロン・デストロンの連合艦隊を壊滅させた後、ビッグコンボイのアンゴルモアエネルギーを狙い始めた。ビッグコンボイに密集星系グルジアンに誘き出され、連続の蹴り技帝王無影脚（ていおうむえいきゃく）を用いるが、ユニクロンが惑星サイズであることを逆に利用したビッグコンボイの計略により、破壊した星の爆発により四肢を失い、中枢である右目をマグマブレードを手にしたビッグコンボイに貫かれて敗北する。しかし、完全には息絶えておらず、スライム状の姿となってビッグコンボイに寄生し、彼の身体を新たな依代にしようとするが、ビッグコンボイが開放したエネルゴンマトリクスの力でビッグコンボイもろとも消滅した。
- ユニクロンの登場はタカラからの要望であり、ユニクロンの玩具の発売が中止となったため、結果的にガルバトロンの体を使ってユニクロン復活の流れとなった。

ブレントロン
第25話から登場。突如出現し、サイバトロンとデストロンに襲いかかった謎のトランスフォーマー。2種類の生物が融合した合成獣へと変身する。単体でもビッグコンボイやマグマトロンと同等以上の戦闘能力と驚異的な回復能力を誇る。3人の一斉射撃はハイドラーの人工惑星ポーキュパインを一瞬で破壊できるほどの力を持っている。ビッグコンボイとの初戦闘では連係プレーによりビッグコンボイを破っている。驚異的な回復力を誇っているがデストロン戦艦のダイナソアの一斉攻撃には耐えられず一時的に行動不能に陥っていた。 声には独特のエフェクトがかけられている。
正体はユニクロンの配下。で目的はユニクロンの復活。そのためにユニクロンの復活に必要なアンゴルモアカプセルをサイバトロンやデストロンのものも含めて入手していた。カプセルを縮小する能力があり、ビーストモード時やロボットモード時にはそれを飲み込んで運搬する。
最終的にはビッグコンボイのマンモスダイナマイト・フルパワーで分解されかけていたユニクロンの命令により快く吸収されて消滅した。
玩具は海外で発売された『メタルス』のフューザー戦士のリペイント品でサイバトロン（Maximal）とデストロン（Predacon）の所属シールが削除され、代わりにブレントロンのエンブレムを備えている。
漫画版ではユニクロンの手で無限に生み出される量産型兵士。ユニクロンに忠実ではあるがアニメ版とは逆に知能は獣並みに低く、星々を手当たり次第に荒らしまわっていた（回想ではコラーダの故郷も滅ぼしている）ため、カプセル回収は思うようにいかなかった。最後のカプセルをめぐる戦いではマグマトロンの部下のふりをして、サイバトロンを包囲し、サイバトロンの持つ残りのカプセルを入手。マグマトロンを見限り、6つのカプセルでユニクロンを頭部のみだが復活させることに成功するがビッグコンボイとマグマトロンのタッグの前に全滅させられてしまう。最終決戦では四肢を失った後のユニクロンの口から大量発生するがビッグコンボイ部隊に次々と倒されていった。
暗殺忍者 ラートラータ
声 - 斉藤信行
ブレントロンのリーダー格でバランス型。ミノカサゴとハチの合成獣に変身する。自らの美貌を誇りとしている。
武器は右腕のポイズンアローから放つ毒針ポイズンニードル。頭部の鰭からラートスラッシャーと呼ばれる刃を発射。両肩の一対の翼からは痺れ粉ダストホーネットを散布。
破壊忍者 エルファオルファ
声 - 金子幸伸
パワー系の戦士。シャチとゾウの合成獣に変身する。
武器はビーストモードの背部が変形した溶解液銃キラーシューター。マスク状の口からはミサイルさえも溶かす毒霧のメルトパスを放つ。頭部の角で敵を貫く技はキラータスク。腕で空間を叩き割ることでワームホールを作り出す。それにより、ブレントロンは宇宙船を使わずとも瞬時に移動することができる。
処刑忍者 ドランクロン
声 - 内田慎二
スピード系の戦士。オオトカゲとトンボの合成獣に変身する。冥王星の氷より冷たい心を持つ。
武器は口から放つトリモチ式のクラップミサイル。右腕の刃ドランカッター。

### 他星人
ミケス
声 - 中尾友紀
第2話に登場。惑星ゴッドブレスの住人。惑星の異変をロングラックたちサイバトロンに伝えた。
ゴーミャ、ドーミャ
声 - 又村奈緒美、立石弘一
第3話に登場。惑星ソリッドに住む兄弟。巨大なカワウソの如き姿をしている。弟ゴーミャは泳ぐことが出来ず、兄への嫉妬心がアンゴルモアカプセルに反応し、兄ごと惑星を氷付けにしてしまう。最後はブレイクの激励により、泳げるようになり、兄も解放された。
サンドロン
漫画版に登場。ラクソーの砂がアンゴルモアカプセルの力により進化した砂粒サイズのトランスフォーマーたち。砂粒同士が合体することで対象を模したトランスフォーマーに擬態し、攻撃を受ければ、その攻撃も使用可能になり、無限増殖も行える。
デッドエンド戦直後のビッグコンボイ部隊を襲撃。ロングラックを流砂に引きずり込んで、助けに向かったビッグコンボイも飲み込み、脱出を許しながらも、2人の身体に入り込んで、内部から破壊していき、口から大量のサンドロンが入り込んだロングラックは動けなくなり、ビッグコンボイも徐々に蝕まれていった。直接戦闘では最初はブレイク、スタンピー、ハインラッドの3人に擬態（コラーダは先のデッドエンド戦で負傷しているために戦闘には参加せず）し、サイバトロンがナビの手で修復を終えたガンホーで脱出を図った際には、ビッグコンボイに擬態。ビッグコンボイが流砂から脱出する際に用いたビッグキャノンもコピーして発射するが、ビッグコンボイのビッグキャノンで倒されてしまう。数を減らす代わりに超巨大サイズのビッグコンボイになり、ガンホーを攻撃するが、ブレイクがガンホーを急上昇させて、カプセルから引き離したことで、ただの砂粒に戻った。この後、ビッグコンボイとロングラックはガンホー内で治療を受けたことで一命を取り留める。
時と空間を統べる者（ときとくうかんをすべるもの）
漫画版に登場。ハインラッドの真の上司であり、宇宙の神と呼べる存在。ハインラッドからは「閣下」とも呼ばれているが、ハインラッドの説明で語られただけで本人は未登場。ブレイクからは「トキとヨウカンを食べる者」と言い間違えられた。
宇宙の癌細胞とも呼べるユニクロンの出現は予想外の出来事であり、ユニクロンの動向を探るべく、ハインラッドを派遣。ハインラッド曰く「統べる者にとって、命は虫ケラのようなもの」らしく、ユニクロンが倒されなかった場合、その宇宙を消滅させる予定だった。だが、ハインラッドと同じく、命の素晴らしさを知ったことから、ビッグコンボイ部隊の手でユニクロンが倒された後、ユニクロンと共に消滅したビッグコンボイのスパークを回収し、別の宇宙で元のマンモスに転生させる償いを見せる。

## 戦力

### サイバトロン
ガンホー
ビッグコンボイ部隊の訓練宇宙船。ナビによって管理されている。星間航行時にはワープ航行を行い、その際には、船体上部のベルト状パーツが円環形となる。船体前部は展開し、特徴的なカタパルトが出現。これによって、トランスフォーマーが乗った突入カプセルを軌道上から惑星に降下させることができる。本船は戦艦ではないが、レーザーや真空魚雷などの最小限の武装は施されており、前部上方の円錐状のパーツからは防御シールドも展開可能。船内には乗員用個室（それぞれの趣味や特性が反映されている）や訓練用のシミュレータールームおよびアスレチックルーム、傷ついた戦士を回復する再生カプセル室やアンゴルモアカプセルを保管する貨物室なども備わっている。
サイバトロン・キャンプで部隊に受領され、アンゴルモアカプセルの回収に運用されることとなり、ビッグコンボイ部隊と共に様々な惑星を渡り歩いていった。
424宇宙ステーションでの整備中に、クレイジーボルトとバズーカに強奪されたこともあった。
ユニクロンとの戦いではビッグコンボイ部隊がユニクロンからベクター・シグマを守るため、セイバートロン星へと降下する際、完全崩壊した。
漫画版では破壊されることなく終戦を迎えた。
シーガル
ガンホーの後部上方に搭載されている小型艇。惑星に降り立つ際にガンホーから分離し使用される。
バンプが本機のターボ装置を密かに抜きとったこともあった。
トランスポーター / 突入カプセル
ガンホーに搭載されている1人乗りの宇宙船。惑星に降り立つ際に使用される。
マトリクスキャノン
エネルゴンマトリクスと同じ球体のマトリクスを核とした銃。主にビッグコンボイとスタンピーが使用し、その2人以外のビッグコンボイ部隊のメンバーは射撃訓練に使用していた。
スパイショット&クローガン
本体のスパイショット、鳥型メカで銃身パーツのスパイバード、爪を備えた上部パーツのクローガンで構成された銃。スパイバードは信号弾としての機能も持つ。
サイバトロン小型艇
サイバトロンの小型宇宙船。1人乗り用で、機動性が極めて高く、偵察機としても使用される。前部にはビーム砲を2門装備している。ビッグコンボイの乗機には、コクピット後部に垂直翼が設置されていた。
この小型艇は、ロックバスターなども愛用しており、ロングラックたちが宇宙に散らばっているサイバトロンたちに、ユニクロン復活の危機を知らせようとした際にも使用されている。
サイバトロン輸送船
ビッグコンボイ部隊が集めたアンゴルモアカプセルを回収するために、サイバトロン本部が送り出した大型の輸送船で、ガンホーを上回る大きさを持つ。自動航行システムが搭載されているため、ビッグコンボイ部隊のカプセル回収の際は、無人だった。輸送船としては十分な性能を有しているものの、ビッグコンボイはこの大型船を「囮」として使い、デストロンたちを巨大惑星メステリーに閉じ込めることに成功。その間にガンホーでカプセルを前線基地に送るという作戦を展開した。

### デストロン
ダイナソア　
マグマトロン部隊の大型戦艦。艦内のデザインも岩石風の有機的・原始的なものになっている。D-NAVIが操作する「転送装置」は、衛星軌道などの転送可能空域から、トランスフォーマーを惑星へと送り込むことができる（これは生命体のみ転送可能なため、"アンゴルモアカプセルは転送できない"という問題も抱えていた）。上部には強力な主砲・「白亜レーザー砲」を5基備え、さらに内蔵式の副砲や"脚部"のビーム砲など、戦艦だけに多数の武装を装備。また、大型のマニピュレーターも内部に収納されていた。ワープ航行可能。艦底後部には、球形の外部推進剤タンクが4基設置されている。
マグマトロン部隊によって、アンゴルモアカプセルを巡る宇宙航行に運用され、要塞惑星ポーキュパイン近くではガンホーとの砲撃戦を展開、またワープ空間内でガンホーに突撃したこともあった。ユニクロン登場後も、破壊されることなく残っている。
旧式宇宙船 
クレイジーボルトとバズーカが運用していた宇宙船。サイバトロンから奪った物らしく、424宇宙ステーションなどへの航行に使用されているが、かなりの老朽船である。
前作『II』でジョイントロンが乗っていた物とは船体色が異なり、後部のキャノン砲と思われるパーツも装備されていない。また、操縦もしづらく、レーダーや武器も使い物にならなかった模様。最後はクレイジーボルトとバズーカもろともダイナソアに砲撃された。

## 設定
アンゴルモアカプセル　
アンゴルモアエネルギーを分割したカプセル。大きさはトランスフォーマーよりも一回り大きいほどだが、あまり重くはないようで、多くの者が軽々と持ち運んでいた。しかし、そのカプセルの大きさでもアンゴルモアエネルギーの量は莫大で、その力は、カプセルに封じ込められた状態でも間々作用することがあり、奇妙な現象を引き起こすこともあった。のちに、元はユニクロンのエネルギーであったことが判明する。
前作の最終決戦において、緑のライオンがガルバトロンの体内のアンゴルモアエネルギーから作り上げたものだが、ガルバトロンの死とネメシス崩壊と共に宇宙中に散らばってしまった。ビッグコンボイ部隊を初めとしたサイバトロンとマグマトロン部隊を初めとしたデストロンは、このアンゴルモアカプセルを巡り、様々な惑星で争奪戦を展開。だが、彼らが集めたカプセルは、突如現れたブレントロンによって、全て奪われてしまう。その後もブレントロンは大量のカプセルを回収していき、その強大なアンゴルモアエネルギーの力により、ユニクロンはガルバトロンの姿を借りて復活を果たした。なお、ユニクロンによると、全てのアンゴルモアカプセルは回収しきれていないとのこと。
漫画版では、ガルバトロンが死の間際に作り出したもので数は7つ。最後の1つは、過去にビッグコンボイとマグマトロン部隊を誕生させるために使われ、ビッグコンボイとマグマトロン自身が最後のアンゴルモアカプセルでもあった。

### サイバトロン関連
前作『II』のころからセイバートロン星はサイバトロンを中心に成り立っていたらしく、セイバートロン星で互いに手を取り合いながら共存していたサイバトロンとデストロンは宇宙の各地で武力衝突を起こしていた。サイバトロンは、様々な部隊を編成し、厳しい戦闘訓練を行うなど、軍事的傾向が強くなっており、故郷のセイバートロン星だけでなく、宇宙の各地にも、彼らの様々な施設が存在している。
サイバトロン本部
サイバトロン種族・勢力を統率する最高位の組織。そのメンバーは、グレートコンボイを中心に構成されており、最高指導者はベクターシグマ。
サイバトロン・キャンプ
宇宙の各地で活躍するサイバトロンたちが補給のために集う秘密基地。小惑星などを利用した物とは異なり、その外観は巨大な機械の塊のようだが、秘密施設だけあって隠匿性も高い。謁見室や格納庫などを持つ。
この基地で、グレートコンボイたちがビッグコンボイに新兵たちの教育係を命じ、ガンホーを出発させた。
424宇宙ステーション
完全自動システムの補給基地で、小惑星の上に人工的な構造物が乗ったかのような特異な外観が特徴。ガンホーが物資補給と船体整備のため入港している。ホログラムにより温泉やビーチなどを作り出す設備を備え、サイバトロンたちの長期間の航海の疲れを癒す憩いの場となっていた。
前線基地889T9
小天体を利用して建造された軍事施設。ビッグコンボイ部隊以外のサイバトロン部隊によって発見されたアンゴルモアカプセルが当基地に運び込まれていたが、ユニクロンの襲撃を受け、ここの兵士は全滅、エネルギーも奪われてしまった。その後、ビッグコンボイ部隊がユニクロンを倒すため、自爆装置を起動している。
この他にも様々な前線基地などが存在し、これらはサイバトロン勢力が宇宙に広く拡張していたことを示している。
サラブレッド部隊
ストラーダ率いるサイバトロン部隊。かつてマッハキックも服官として所属していた。だが、マグマトロンの要塞惑星での戦闘で、マッハキック以外部隊は全滅してしまっている。
サイバトロン艦隊
宇宙最強とまで言われるサイバトロンの大艦隊。提督はグレートコンボイ。
セイバートロン星の軌道上に出現したユニクロンに対し、ベクターシグマの要請でその討伐に向かった。グレートコンボイの指示で、全艦のエネルギー砲をユニクロンに向けて放つが、敵はその強大なパワーに耐え、逆にエネルギーを吸収し巨大化。荒れ狂う龍の如きユニクロンによって、艦隊は全滅した。
旗艦は『トランスフォーマー ザ☆ヘッドマスターズ』などに登場した戦艦マキシマスに形が似ている。

### デストロン関連
デストロンはセイバートロン星からほぼ駆逐され、宇宙の様々な惑星や要塞、宇宙船をその拠点としていた。強力な"力"を持った複数の指導者によって率いられ、いくつかの軍団に分かれていた（特に有力なのが、マグマトロンやガルバトロンである）。サイバトロンとは敵対的な関係にあり、いざこざが絶えない。
要塞惑星
第1話に登場。マグマトロンが指揮を執り、サラブレッド部隊を壊滅させたが、ワンマンズアーミー時代のビッグコンボイに破壊される。
ポーキュパイン/ポーキュパイン改
ハイドラーが開発し、管理していた銀河の辺境にある要塞惑星で、領土拡大を行っていた。『オペ』という名前のAIロボや、セキュリティシステムも備わっている。
サイバトロンとの戦いで大破してしまい、後に"改"としてハイドラーらとともに再登場したが、その際はブレントロンによって再び跡形もなく破壊されてしまった。 
惑星ダイナソア
かつてデストロンが拠点としていた惑星の1つ。前作『II』のラストでワームホールに吸い込まれたライオコンボイはこの惑星に辿り着き、星を食い滅ぼすユニクロンの猛威を目撃した。

## 登場惑星
本項では、主にサイバトロン・デストロン双方が来訪した惑星を中心に記述する。
ガイア
前作『II』の舞台。ビッグコンボイ部隊が最初に向かい、初陣を飾った惑星。この惑星にはライオコンボイのホログラム入りメッセージが記録されたタイムカプセルが隠されていた。
ゴッドブレス
猫の姿をした民族が住人の惑星。彼らは神を信仰し、オイルを貢いでいるが、その心がアンゴルモアカプセルに作用し、大地の一部が浮上して「神の島」と呼ばれるようになり、惑星にいる者それぞれがイメージする神の幻を見せるようになった。
ソリッド
面積の大半が海の温暖な惑星。しかし、兄・ドーミャと仲違いしたこの星の住人・ゴーミャの心がアンゴルモアカプセルに作用し、海が氷付くほど極寒の惑星となっていた。
マデラン
濃い雲（ガス）に覆われた惑星。スタンピーが初めて勇気を振り絞った場所である。
ドノバン 
砂の惑星で、蜃気楼が見せる幻影にサイバトロン・デストロン双方とも翻弄された。
フレーム
普段は荒れ果てているが、軌道に従い、一定時間だけ二つの太陽に急接近する惑星。その短い間に植物が生い茂り、蝶が羽化するが、動物たちは惑星の地下に潜り太陽の熱を脱している。
P-09-08
資源惑星と呼ばれていたが、既にほとんど採掘されてしまった穴だらけの星。
D-4376
至近距離にブラックホールがある惑星。時間が経てばこの惑星はブラックホールに吸い込まれてしまう。
サルガッソー
不気味な暗さに満ちた惑星。生命体はいないとされるがいくつかの生体反応があり、大グモと無数の子グモがいた。
レイダ
星全体が生命体の惑星。ビッグコンボイたちは食べられ、その体内に一時閉じ込められてしまった。
クロノス
「禁断の惑星」とされている星で、ここの洞窟からは浴びた者を若返らせる赤い光と老化させる青い光が発せられる。幾度も若返りができるため、その星の所有権を巡り争いが耐えなかったことから過去の記録が宇宙中のデータベースから消去されていた。
クリスタル
「双子水晶ファントム」という一定以上のエネルギーを与えると、その場にいる者の魂を交換してしまう水晶が存在する惑星。
コム
ビッグコンボイたちがマッハキックと出会った惑星。
ガロ
ロングラックたちが初めてアルカディスと遭遇した惑星。
アラキデ
二つの星からなるグリーン連星。緑に覆われ、一見美しいが、過去の戦争によって知的生命体は全滅しており、一度受けた攻撃データを詳細に蓄積し、適応能力がどんどん高くなっていくメインコンピュータを備えた防衛システムが残されていた。
パスタル
火山が存在する惑星。サイバトロンとデストロンが訪れたときにはマグマが噴き出る寸前にまで活性化していた。
チューブ
緑あふれ絶滅寸前の野生動物が多く生息する惑星。ランディーが「動物の保護と監視」の単独任務に就いていた。
タスモ
引力圏に宇宙船の残骸などが数多く散らばる砂漠の惑星。バンプが自らの研究所を建て、鉱石の研究を行っていた。
インテル
ハードヘッドがデストロンの領土を拡大しようと活動していた惑星。
アクエリアス
酸の海に覆われた惑星。シャープエッジがビッグコンボイを目標に1人鍛錬に励んでいた。
ステロー
ロングラックたちがサバイブの直接指導を受けた惑星。
メステリー
重力波と電磁波が強烈な巨大惑星。転送でも脱出は困難なこの星にビッグコンボイは、デストロンたちを墜落させ、ガンホーでカプセルを前線基地に送るという作戦を展開した。
ミルトン
ブレントロンがサイバトロンから奪ったアンゴルモアカプセルを保管した惑星。
ジオン
複数のアンゴルモアカプセルが発見された惑星。マグマトロンはこれを囮にしてこの惑星にブレントロンをおびき寄せ、打倒しようとした。
極寒の惑星
漫画版に登場。ビッグコンボイとマグマトロン部隊の生まれ故郷である雪の惑星。
ラクソー
漫画版に登場。ビッグコンボイ部隊とマグマトロン部隊が最初にアンゴルモアカプセルを巡る戦いを繰り広げた砂漠の惑星。オイルが取れるので、2、3個の町はあるが、ビッグコンボイたちが立ち寄った町は住人たちが全滅していた。
ユグドラシル
漫画版に登場。神秘的な世界樹を備えた楽園とされている伝説の惑星だが、アンゴルモアカプセルの力で吹雪の惑星に変わってしまっていた。
ヨルムンガンド
漫画版に登場。コラーダの故郷でコブラを模した遊星。住民はコラーダを除き、ブレントロンの襲撃より亡くなってしまった。アンゴルモアカプセルはスクーバの石像に隠されていた。
ブレントロン闘技場
漫画版に登場。ブレントロンのエンブレムの旗がある闘技場型惑星。黒球（ユニクロン）が最後のアンゴルモアカプセルのある場所として、ビッグコンボイ部隊とマグマトロンを誘導した。

## 玩具
玩具は半数（そのほぼすべてがアニメでのメインキャラクター）が日本で新たに作られている。サイバトロン側が主に現存する動物、デストロンが古代の恐竜や生物、甲殻類に変形する。また新規に制作されたアイテムは第3の形態を持っている。デストロンは、後に海外にて『DINOBOTS』として発売された（『ビーストウォーズリターンズ』の玩具欄参照）。なお、ユニクロンの玩具も開発予定があったものの見送りとなった（試作は行われイベントなどで公開されている）が、後に『超ロボット生命体トランスフォーマー マイクロン伝説』で製品化を果たす（ただしマイクロン伝説版は新規に開発されたものでネオ版（通称ユニクロンNEO）とはサイズやギミックも全く違っている）。
海外版から仕様変更され導入された玩具については以下の通り。
- ビーストウォーズの色替え
  - ロックバスター　→　レーザークロー（厳密には海外で限定販売されたリカラーアイテムの所属シールを変更した物）
  - ランディー　→　レイザービースト
  - シャープエッジ　→　サイバーシャーク（改修）
  - バンプ　→　アルマー
  - サバイブ　→　ホワイトクロー
  - ハイドラー　→　レーザービーク（テラザウラーの改修品）
  - クレイジーボルト　→　イグアナス
  - ハードヘッド　→　グリムロック（ダイノボットの改修品）を再度改修したもの
  - ラートラータ　→　インジェクター（関節部分のみ）
  - エルファオルファ　→　トーカ
  - ドランクロン　→　スカイシャドウ

### サイバトロン
ロングラック、コラーダ、スタンピー、マッハキック、セイバーバック、アルカディスはネット通販限定でアメリカでも販売された。
- C-29 ロングラック（キリン）（サイズ：メガ）（1999年1月発売）
- C-30 コラーダ（コブラ）（サイズ：デラックス）（1999年1月発売）
- C-31 スタンピー（ウサギ）（サイズ：ベーシック）（1999年1月発売）
- C-32 ブレイク（ペンギン）（サイズ：ベーシック）（1999年1月発売）
- C-33 ロックバスター（カニ）（サイズ：ベーシック）（1999年1月発売）
- C-34 ランディー（イノシシ）（サイズ：ベーシック）（1999年1月発売）
- C-35 ビッグコンボイ（マンモス）（サイズ：Ultra）（1999年2月発売）
  - 影武者ブラックビッグコンボイ

トイザらス限定商品。
  - TFアンコール ビッグコンボイ（2019年01月発売）

アニメ本編イメージカラーで復刻。
  - TFアンコール ビッグコンボイ（マトリクスバスターver.）

タカラトミーモール限定。2020年2月発送。最終回に登場したマトリクスバスターとナビのミニフィギュアが付属する。
- C-36 マッハキック（ウマ）（サイズ：デラックス）（1999年3月発売）
- C-37 シャープエッジ（ノコギリザメ）（サイズ：デラックス）（1999年3月発売）
- C-38 バンプ（アルマジロ）（サイズ：ベーシック）（1999年3月発売）
- C-39 サバイブ（クマ）（サイズ：メガ）（1999年5月発売）
- S-3 ハインラッド（タヌキ、信楽焼）（サイズ：Ultra）（1999年2月発売）

### デストロン
- D-29 ガイルダート（トリケラトプス）（サイズ：デラックス）（1999年1月発売）
- D-30 セイバーバック（ステゴサウルス）（サイズ：デラックス）（1999年1月発売）
- D-31 スリング（ディメトロドン）（サイズ：ベーシック）（1999年1月発売）
- D-32 デッドエンド（アンモナイト）（サイズ：ベーシック）（1999年1月発売）
- D-33 ハイドラー（プテラノドン）（サイズ：ベーシック）（1999年1月発売）
- D-34 クレイジーボルト（エリマキトカゲ）（サイズ：ベーシック）（1999年1月発売）
- D-35 マグマトロン（ギガノトサウルス、ケツァルコアトルス、エラスモサウルス)（サイズ：Ultra）（1999年2月発売）
- D-36 アルカディス（始祖鳥）（サイズ：デラックス）（1999年3月発売）
- D-37 ハードヘッド（パキケファロサウルス）（サイズ：デラックス）（1999年3月発売）
- D-38 バズーカ（アンキロサウルス）（サイズ：ベーシック）（1999年3月発売）
- D-39 キラーパンチ（スティラコサウルス）（サイズ：デラックス）（1999年5月発売）

### ブレントロン
- X-6 ラートラータ（ミノカサゴ&ハチ）（サイズ：デラックス）（1999年7月発売）
- X-7 エルファオルファ（シャチ&ゾウ）（サイズ：デラックス）（1999年7月発売）
- X-8 ドランクロン（トンボ&トカゲ）（サイズ：デラックス）（1999年7月発売）

### 対決セット
- VS-29 サバンナの対決 ロングラックVSガイルダート（1999年1月発売）

ロングラックとガイルダードのセット。
- VS-30 砂漠の対決 コラーダVSセイバーバック（1999年1月発売）

コラーダとセイバーバックのセット。
- VS-31 草原の対決 スタンピーVSスリング（1999年1月発売）

スタンピーとスリングのセット
- VS-32 海中の対決 ブレイクVSデッドエンド（1999年1月発売）

ブレイクとデッドエンドのセット
- VS-33 背水の対決 ロックバスターVSハイドラー（1999年1月発売）

ロックバスターとハイドラーのセット。
- VS-34 爆走の対決 ランディーVSクレイジーボルト（1999年1月発売）

ランディーとクレイジーボルトのセット。
- VS-35 大宇宙の対決 ビッグコンボイVSマグマトロン（1999年2月発売）

ビッグコンボイとマグマトロンのセット。
- VS-36 本命の対決 マッハキックVSアルカディス（1999年3月発売）

マッハキックとアルカディスのセット。
- VS-37 剣豪の対決 シャープエッジVSハードヘッド（1999年3月発売）

シャープエッジとハードヘッドのセット。
- VS-38 極限の対決 バンプVSバズーカ（1999年3月発売）

バンプとバズーカのセット
- VS-39 絶叫の対決 サバイブVSキラーパンチ（1999年5月発売）

サバイブとキラーパンチのセット。

### その他の玩具
- マトリクスキャノン
- スパイショット&クローガン

どちらもなりきり玩具。前者はビッグコンボイやスタンピー、後者はスタンピー、ロングラックがアニメ内で使用した。

## スタッフ
- 企画 - 杉山豊、佐藤俊彦
- 監督 - 関田修
- シリーズ構成 - 武上純希
- キャラクターデザイン・ED作画（第20話 - 第35話） - 大河広行、やまだたかひろ
- 美術監督 - 坂本信人
- 色彩設定 - 梅田祐樹
- 撮影監督 - 大西弘悟
- 編集 - 田熊純
- 音楽 - 林有三
- 録音演出 - 三ツ矢雄二
- 音響演出 - 田中一也
- OP（第2話 - 第15話）・EDディレクター - 内村宏
- OP作画監督（第15話 - 第35話） - 山根理宏
- 音楽製作 - ヒートウェーブ
- 音楽プロデューサー - 前山寛邦
- プロデューサー - 岩田牧子（テレビ東京）、梅下博文、平瀬清範
- アニメーションプロデューサー - 平野謙一（第1話 - 第4話）→吉田敏裕（第5話 - 第35話）
- 製作 - テレビ東京、NAS、葦プロダクション

## 主題歌
オープニングテーマ - 「LOVE FOR EVER―君を守るために―」
作詞・作曲・編曲 - 大内義昭 / 演奏・歌 - M.C.R
第14話までは第1話の画像を編集したものになっている。
エンディングテーマ - 「手の中の宇宙」
作詞・作曲・編曲・歌 - 又紀仁美
最終回では本作品と前作のトランスフォーマーたちがセイバートロン星で復興を行ったり、セイバートロン星に来ていたアルテミスとムーンと共に宴会を楽しむ場面が描かれている。
挿入歌 - 「DA DA DA」
作詞・作曲・編曲 - 大内義昭 / 歌 - M.C.R

## 各話リスト
ナレーションはモンスター前塚が務めている。タイトルコールはビッグコンボイ役の井上純一が行っていたが、第10話以降はビッグコンボイ以外のキャラクターもコールするようになった。また、次回予告ではそれぞれのキャラクターが担当し、第15話の予告以降は「『超生命体トランスフォーマー ビーストウォーズネオ』、第○○（話数）話「○○○○（サブタイトルの名前）」をお楽しみに！」を言うようになっている。
| 話数     | サブタイトル               | 脚本     | 絵コンテ | 演出       | 作画監督                   | 放送日        | 収録VHS |
| -------- | -------------------------- | -------- | -------- | ---------- | -------------------------- | ------------- | ------- |
| 1        | ビッグコンボイ出撃せよ!    | 武上純希 | 関田修   | 山内富夫   | 新井豊 土屋幹夫            | 1999年 2月3日 | ACT.1   |
| 2        | 謎のカプセルを追え!        | 武上純希 | 菊池一仁 | 岡崎幸男   | 村上勉                     | 2月10日       | ACT.1   |
| 3        | 氷点下の燃える心           | 隅沢克之 | 奥田誠治 | 糸賀慎太郎 | 石之博和                   | 2月17日       | ACT.1   |
| 4        | 頑張れ!スタンピー          | 大橋志吉 | 山口美浩 | 山内富夫   | 田中三郎                   | 2月24日       | ACT.2   |
| 5        | 砂のしんきろう             | 神戸一彦 | 牧野行洋 | 畠山茂樹   | 阿部宗孝                   | 3月3日        | ACT.2   |
| 6        | 恐竜合体マグマトロン       | 武上純希 | 菊池一仁 | 柳瀬雄之   | 柳瀬雄之                   | 3月10日       | ACT.2   |
| 7        | 迷路の中の決闘             | 隅沢克之 | 奥田誠治 | 岡崎幸男   | 村上勉                     | 3月17日       | ACT.3   |
| 8        | ブラックホールの危機       | 大橋志吉 | 高山秀樹 | 高山秀樹   | 中井知舞                   | 3月24日       | ACT.3   |
| 9        | 副司令ロングラック         | 神戸一彦 | 奥田誠治 | 山内富夫   | 土屋幹夫                   | 3月31日       | ACT.3   |
| 10       | ワー!食べられちゃった      | 大橋志吉 | 畠山茂樹 | 畠山茂樹   | 村上勉                     | 4月7日        | ACT.4   |
| 11       | 時の惑星                   | 神戸一彦 | 奥田誠治 | 柳瀬雅之   | 柳瀬雅之                   | 4月14日       | ACT.4   |
| 12       | 一人ぼっちのハイドラー     | 隅沢克之 | 菊池一仁 | 菊池一仁   | 小川夏美                   | 4月21日       | ACT.4   |
| 13       | ブレイクはデストロン?      | 武上純希 | 奥田誠治 | 山内富夫   | 阿部宗孝                   | 4月28日       | ACT.5   |
| 14       | 航海日誌（総集編1）        | 武上純希 | 関田修   | 畠山茂樹   | 阿部宗孝                   | 5月5日        | ACT.5   |
| 15       | マッハキック入隊志願!?     | 武上純希 | 菊池一仁 | 岡崎幸男   | 村上勉                     | 5月12日       | ACT.5   |
| 16       | 最強兵器の星               | 隅沢克之 | 菊池一仁 | 畠山茂樹   | 土屋幹夫                   | 5月19日       | ACT.6   |
| 17       | 困ったDNAVI                | 大橋志吉 | 奥田誠治 | 柳瀬雄之   | 柳瀬雄之                   | 5月26日       | ACT.6   |
| 18       | 突撃!ランディー            | 神戸一彦 | 菊池一仁 | 菊池一仁   | 小川夏美                   | 6月2日        | ACT.6   |
| 19       | 物理学者バンプ             | 大橋志吉 | 山内富夫 | 山内富夫   | 土屋幹夫                   | 6月9日        | ACT.7   |
| 20       | ハードヘッドは石頭         | 神戸一彦 | 奥田誠治 | 藤原良二   | 森中正春                   | 6月16日       | ACT.7   |
| 21       | 深海の一騎討ち!!           | 武上純希 | 菊池一仁 | 岡崎幸男   | 村上勉                     | 6月23日       | ACT.7   |
| 22       | 奪われたガンホー           | 隅沢克之 | 奥田誠治 | 柳瀬雄之   | 柳瀬雄之                   | 6月30日       | ACT.8   |
| 23       | 熱血教官サバイブ           | 大橋志吉 | 菊池一仁 | 菊池一仁   | 小川夏美                   | 7月7日        | ACT.8   |
| 24       | 集まれ!新戦士達（総集編2） | 武上純希 | 関田修   | 山内富夫   | 土屋幹夫                   | 7月14日       | ACT.8   |
| 25       | 謎のビースト戦士!?         | 武上純希 | 佐藤修   | 藤原良二   | 阿部宗孝                   | 7月21日       | ACT.9   |
| 26       | 奪われたカプセル           | 神戸一彦 | 奥田誠治 | 岡崎幸男   | 村上勉                     | 7月28日       | ACT.9   |
| 27       | ブレントロンを追え!        | 隅沢克之 | 畠山茂樹 | 畠山茂樹   | 加瀬峰佳                   | 8月4日        | ACT.9   |
| 28       | 怒りのマグマトロン         | 大橋志吉 | 奥田誠治 | 柳瀬雄之   | 柳瀬雄之                   | 8月11日       | ACT.10  |
| 29       | 幻?ライオコンボイ          | 武上純希 | 菊池一仁 | 菊池一仁   | 小川夏美                   | 8月18日       | ACT.10  |
| 30       | ユニクロン復活!?           | 神戸一彦 | 奥田誠治 | 山内富夫   | 阿部宗孝                   | 8月25日       | ACT.10  |
| 31       | ユニクロンの野望           | 武上純希 | 菊地一仁 | 岡崎幸男   | 村上勉                     | 9月1日        | ACT.11  |
| 32       | 戦え!サイバトロン          | 武上純希 | 藤原良二 | 小高義規   | 花京院小百合               | 9月8日        | ACT.11  |
| 33       | サイバトロンの最期!?       | 武上純希 | 菊池一仁 | 菊池一仁   | 小川夏美                   | 9月15日       | ACT.11  |
| 34       | 最後の戦い                 | 武上純希 | 菊地一仁 | 山内富夫   | 阿部宗孝                   | 9月22日       | ACT.12  |
| 35（終） | 卒業式!!（総集編3）        | 武上純希 | 関田修   | 関田修     | 柳瀬雄之 阿部宗孝 (総作監) | 9月29日       | ACT.12  |

## 放送局
放送日時は個別に提示されているものを除き、1999年10月時点のものとする。
| 放送地域       | 放送局           | 放送時間           | 系列           | ネット状況 | 備考                   |
| -------------- | ---------------- | ------------------ | -------------- | ---------- | ---------------------- |
| 関東広域圏     | テレビ東京       | 水曜 18:30 - 19:00 | テレビ東京系列 | 制作局     |                        |
| 北海道         | テレビ北海道     | 水曜 18:30 - 19:00 | テレビ東京系列 | 同時ネット |                        |
| 愛知県         | テレビ愛知       | 水曜 18:30 - 19:00 | テレビ東京系列 | 同時ネット |                        |
| 大阪府         | テレビ大阪       | 水曜 18:30 - 19:00 | テレビ東京系列 | 同時ネット |                        |
| 岡山県・香川県 | テレビせとうち   | 水曜 18:30 - 19:00 | テレビ東京系列 | 同時ネット |                        |
| 福岡県         | TXN九州          | 水曜 18:30 - 19:00 | テレビ東京系列 | 同時ネット | 現：TVQ九州放送        |
| 青森県         | 青森放送         | 月曜 15:55 - 16:25 | 日本テレビ系列 | 遅れネット |                        |
| 岩手県         | テレビ岩手       | 月曜 16:28 - 16:55 | 日本テレビ系列 | 遅れネット |                        |
| 宮城県         | 仙台放送         | 月曜 15:55 - 16:25 | フジテレビ系列 | 遅れネット |                        |
| 秋田県         | 秋田朝日放送     | 火曜 16:00 - 16:30 | テレビ朝日系列 | 遅れネット |                        |
| 山形県         | 山形放送         | 火曜 16:00 - 16:30 | 日本テレビ系列 | 遅れネット |                        |
| 福島県         | 福島中央テレビ   | 月曜 16:00 - 16:27 | 日本テレビ系列 | 遅れネット |                        |
| 新潟県         | テレビ新潟       | 月曜 16:29 - 16:59 | 日本テレビ系列 | 遅れネット |                        |
| 石川県         | テレビ金沢       | 月曜 16:00 - 16:28 | 日本テレビ系列 | 遅れネット | 1999年10月18日まで放送 |
| 長野県         | テレビ信州       | 金曜 16:02 - 16:32 | 日本テレビ系列 | 遅れネット |                        |
| 岐阜県         | 岐阜放送         | 火曜 19:00 - 19:30 | 独立局         | 遅れネット |                        |
| 静岡県         | テレビ静岡       | 金曜 17:25 - 17:55 | フジテレビ系列 | 遅れネット |                        |
| 奈良県         | 奈良テレビ       | 水曜 7:30 - 8:00   | 独立局         | 遅れネット |                        |
| 広島県         | 中国放送         | 土曜 17:00 - 17:30 | TBS系列        | 遅れネット |                        |
| 愛媛県         | 愛媛朝日テレビ   | 土曜 7:15 - 7:45   | テレビ朝日系列 | 遅れネット |                        |
| 長崎県         | テレビ長崎       | 土曜 6:00 - 6:30   | フジテレビ系列 | 遅れネット |                        |
| 熊本県         | テレビ熊本       | 金曜 15:55 - 16:25 | フジテレビ系列 | 遅れネット |                        |
| 鹿児島県       | 鹿児島読売テレビ | 火曜 16:00 - 16:30 | 日本テレビ系列 | 遅れネット |                        |
| 沖縄県         | 沖縄テレビ       | 水曜 15:55 - 16:25 | フジテレビ系列 | 遅れネット |                        |

## 映像ソフト化
- ビーストウォーズネオ 超生命体トランスフォーマー（VHS、セル・レンタル共通）
  - 1999年7月23日から1999年12月22日まで毎月2巻ずつ発売。全12巻。販売元はパイオニアLDC。
- ビーストウォーズネオ 超生命体トランスフォーマー DVD-BOX（DVD、セルオンリー）
  - 2012年9月26日に発売。

## CD
いずれも日本コロムビアより発売。
LOVE FOR EVER―君を守るために―
1999年2月27日に発売。挿入歌「DA DA DA」も収録されている。
手の中の宇宙
1999年4月21日に発売。

## 漫画版
今木商事作、『コミックボンボン』にて1999年4月号から同年10月号まで連載。全7話。全1巻。前作同様、アニメの放映終了時期に連載も終了している。
アンゴルモアカプセルを探すことと黒幕がユニクロンである事はアニメ版と同一だがキャラクター設定およびストーリーは完全オリジナル。アニメ版と比べてシリアスで重い展開になっており、行方不明および死亡キャラクターが多い。コミックボンボンで連載されたトランスフォーマーのコミカライズ作品で唯一、コンボイが生粋のトランスフォーマーでない作品である。

### エピソード一覧
- 1ST OPERATION「5人の新兵（ルーキー）」1999年4月号に掲載
- 2ND OPERATION「標的（カプセル）は7つ!」1999年5月号に掲載
- 3RD OPERATION「敵勢（サンドロン）100000000000000000粒!!」1999年6月号に掲載
- 4TH OPERATION「死闘!上空2万メートル」1999年7月号に掲載
- 5TH OPERATION「一人ぼっちの戦い」1999年8月号に掲載
- 6TH OPERATION「二重の罠（ダブルクロス）」1999年9月号に掲載
- LAST OPERATION（終）「ゼロへの帰還」1999年10月号に掲載

## コンピュータゲーム
決闘トランスフォーマー ビーストウォーズ ビースト戦士最強決定戦
1999年3月19日タカラより発売。ゲームボーイ用ソフト。ゲームボーイカラー対応。本作品からはガイルダートが使用キャラとして登場。